# Théodule Ribot (konstnär)

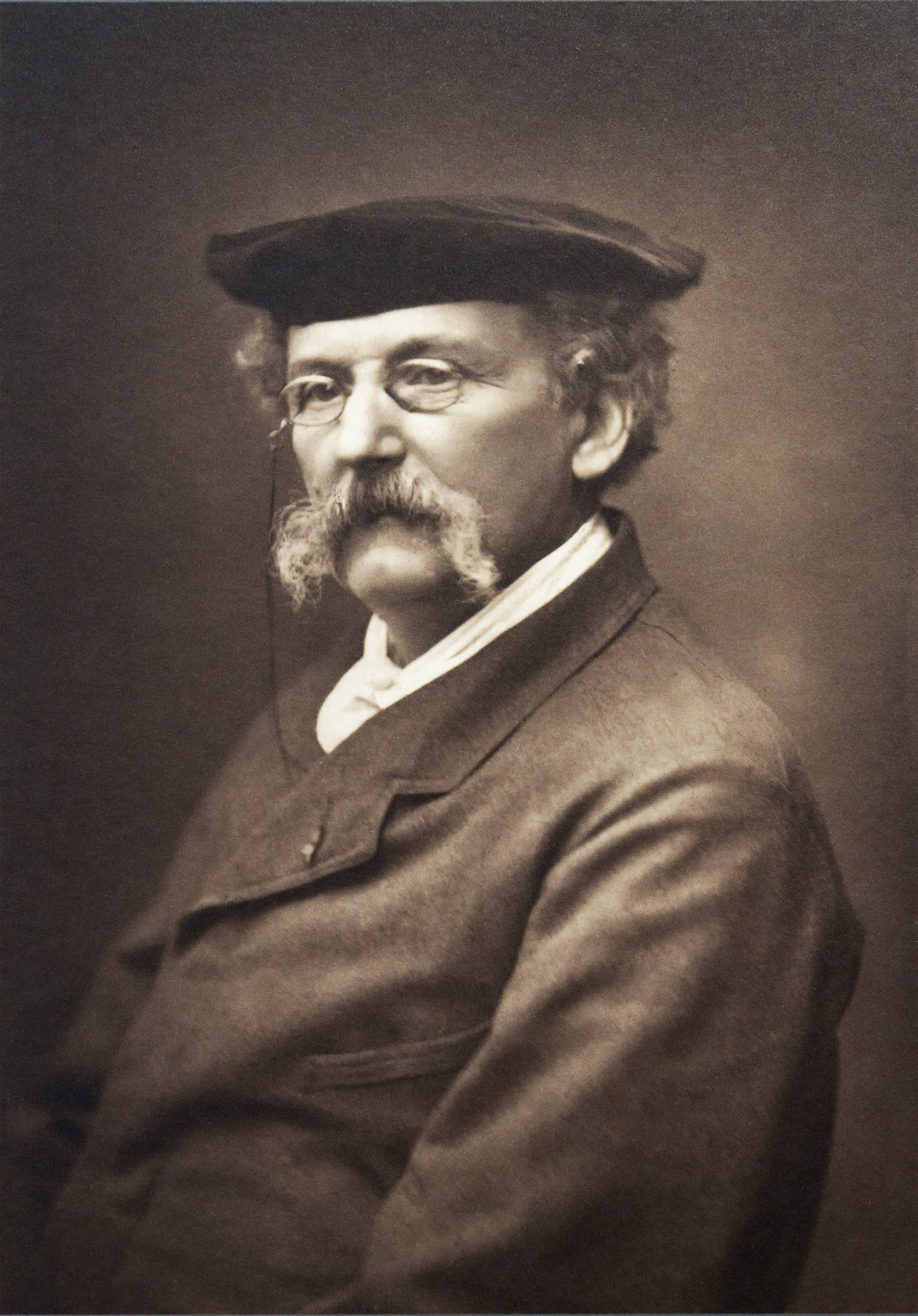
Théodule Ribot.

Augustin Théodule Ribot, född den 8 augusti 1823 i Saint-Nicolas-d'Attez i Eure, död den 11 september 1891 i Colombes i Hauts-de-Seine, var en fransk målare.
Ribot var i sin ungdom kassör hos en skräddare, verkmästare hos en ingenjör med mera. Han studerade måleri för Glaize, levde i fattigdom med sin familj, utställde små hemlivsbilder, stilleben, köksscener och folktyper (Köksan, Sömmerskor); till denna tid hör sannolikt Sovande gumma (Nationalmuseum i Stockholm). 1865 slog han igenom med Sankt Sebastian (två gamla kvinnor vid martyrens lik, figurerna i naturlig storlek, Luxembourgmuseet). Inflytande av Caravaggio och ännu mera av Ribera är här iögonenfallande. Även hans följande målningar vilar på stränga galleristudier; de visar stor koloristisk styrka, magistral bredd och fyllighet i färgbehandlingen, ofta även en ganska brutal uppfattning, åtminstone fri från varje böjelse för naturförsköning. Sankt Sebastian följdes av Sankt Vincent (1867, Lilles museum), Den barmhärtige samariten (1870), Jesus och de skriftlärde (liksom den förra i Luxembourgmuseet), Korsnedtagningen med flera samt av Kortspelande bönder ("Cabaret Normand", figurerna enligt Caravaggios metod insatta i skarpt infallande ljus i ett källaraktigt rum) och enstaka figurer i liknande koncentrerad belysning: Lektyr 1874, Mor Morieu 1878, Räkenskapsförerskan (gammal skrivande kvinna) med flera. Ribot målade även porträtt samt utförde förträffliga teckningar och etsningar.